# Люджа
Люджа (укр. Люджа) — село в Украине, в Ахтырском районе Сумской области.
Код КОАТУУ — 5925084601. Население по переписи 2001 года составляло 906 человек.
Является административным центром Люджанского сельского совета, в который не входят другие населённые пункты. После ликвидации Тростянецкого района село вошло в состав Ахтырского района в 2020 году.

## Географическое положение
Люджа находится по оба берега реки Люджа,
ниже по течению на расстоянии в 1,5 км расположен город Тростянец.
На реке несколько запруд.
Рядом проходит автомобильная дорога Т-1913.

## История
Первое письменное упоминание про село относится к 1664 году, когда Люджа значится на карте между землями, что приобрёл Иван Перекрестов у служилых людей.

Описание села Люджа сделал в 60-х годах XIX столетия местный священник Пётр Ковальский.
«Село раскинулось по оба берега от реки, а за селом, на правом берегу на несколько десятков верст стоит густой лес, где растёт множество груш. Почти в самом центре села, на правом берегу реки, стоит небольшая деревянная церковь, названная в честь чудотворцев-целителей Кузьмы и Демьяна, с севера и востока к церковной ограде в упор подходят сады местных жителей, а за селом сады соединяются с лесом.»
Первыми жителями были боярские дети Русского царства. Об этом свидетельствуют предельные записи тех годов. Кто и почему дал селу название Люджа неизвестно, но в акте 1686 года оно называется Старая Люджа. Потомки боярских детей, нынешние жители Люджи, составляют люджанское общество государственных селян — 415 мужчин и 404 женщины. В состав люджанского общества входит ещё село Верхолюджа. Количество населения составляет 386 мужчин и 409 женщин. Добавку к этом населению составляют 42 мужчины из отставных и бессрочно отпущенных нижних воинских чинов с их семьями. Люджанская парафия состоит из 843 мужчин и 866 женщин. Все они великороссы православного вероисповедания, раскольников среди них нет.
Основное занятие жителей — земледелие. Некоторые из них в летнее время ходят на заработки в южные губернии на полевые работы. Но, кроме земледелия, люджане и верхолюджане каждый год с 29 августа и до середины сентября целыми семьями выезжают к окружающим лесам собирать лесные груши.
Грушевое дерево тут считается заповедным: никто его не вырубает ни на какую потребность. Собравши груши сколько сможет, каждая семья высушивает их там же в лесу. И уже поздно осенью привозят домой.
| Год  | Количество жителей |
| 1750 | 1546               |
| 1770 | 1665               |
| 1790 | 1783               |
| 1810 | 1822               |
| 1830 | 1936               |
| 1840 | 1659               |
| 1850 | 1604               |
| 1911 | 2558               |

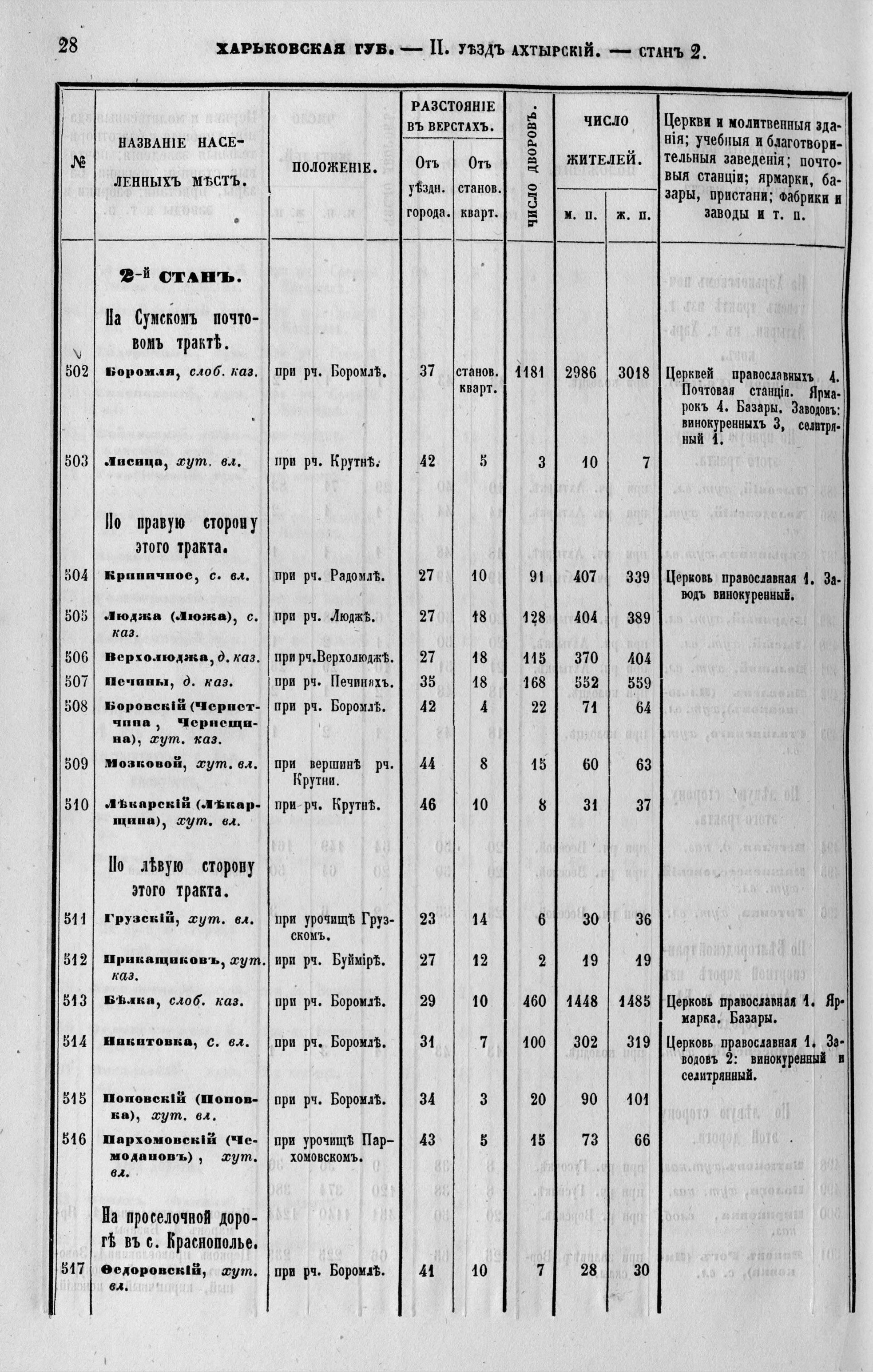
Список сёл Харьковской губернии среди которых числится Люджа и Верхолюджа.

С 1844 года при церкви по указу палаты государственных имуществ начало работу приходское училище. При церкви также работала женская церковно-приходская школа. В 60-х годов XIX начинает управлять земство, на деньги которого в 1878 году сооружается деревянное отштукатуренное помещение школы на две классные комнаты и с квартирой для учителя. На строительство было затрачено 2000 рублей.
В 1864 году в Людже работал винокуренный завод и два кабака.
Советская власть установлена в январе 1918 года.
На фронтах Великой Отечественной войны и в партизанских отрядах против немецко-фашистских захватчиков сражались 373 жителя села, 27 из них за боевые подвиги награждены орденами и медалями СССР, 162 погибли. В Людже сооружены два памятника в честь советских воинов, погибших при освобождении села.

## Экономика
- Молочно-товарная ферма.
- «Рассвет», агрофирма, ООО.
- «Агро», ЧП.

## Объекты социальной сферы
- Школа І-ІІ ст.
- Дом культуры.

## Известные люди
- Колодяжная, Любовь Владимировна[укр.] (1960) — специалист в области турбостроения, доктор технических наук.